# Interior (Dakota del Sud)
Interior è un centro abitato (town) degli Stati Uniti d'America, situato nella contea di Jackson nello Stato del Dakota del Sud. La popolazione era di 94 persone al censimento del 2010.
La città di Interior fu progettata nel 1907 quando la Milwaukee Railroad fu estesa fino a quel punto.

## Geografia fisica
Interior è situata a 43°43′31″N 101°58′59″W (43.725197, -101.983114).

## Società

### Evoluzione demografica
Secondo il censimento del 2010, c'erano 94 persone.

### Etnie e minoranze straniere
Secondo il censimento del 2010, la composizione etnica della città era formata dal 70,2% di bianchi, il 19,1% di nativi americani, e il 10,6% di due o più etnie.